# Jean-Baptiste Le Roy

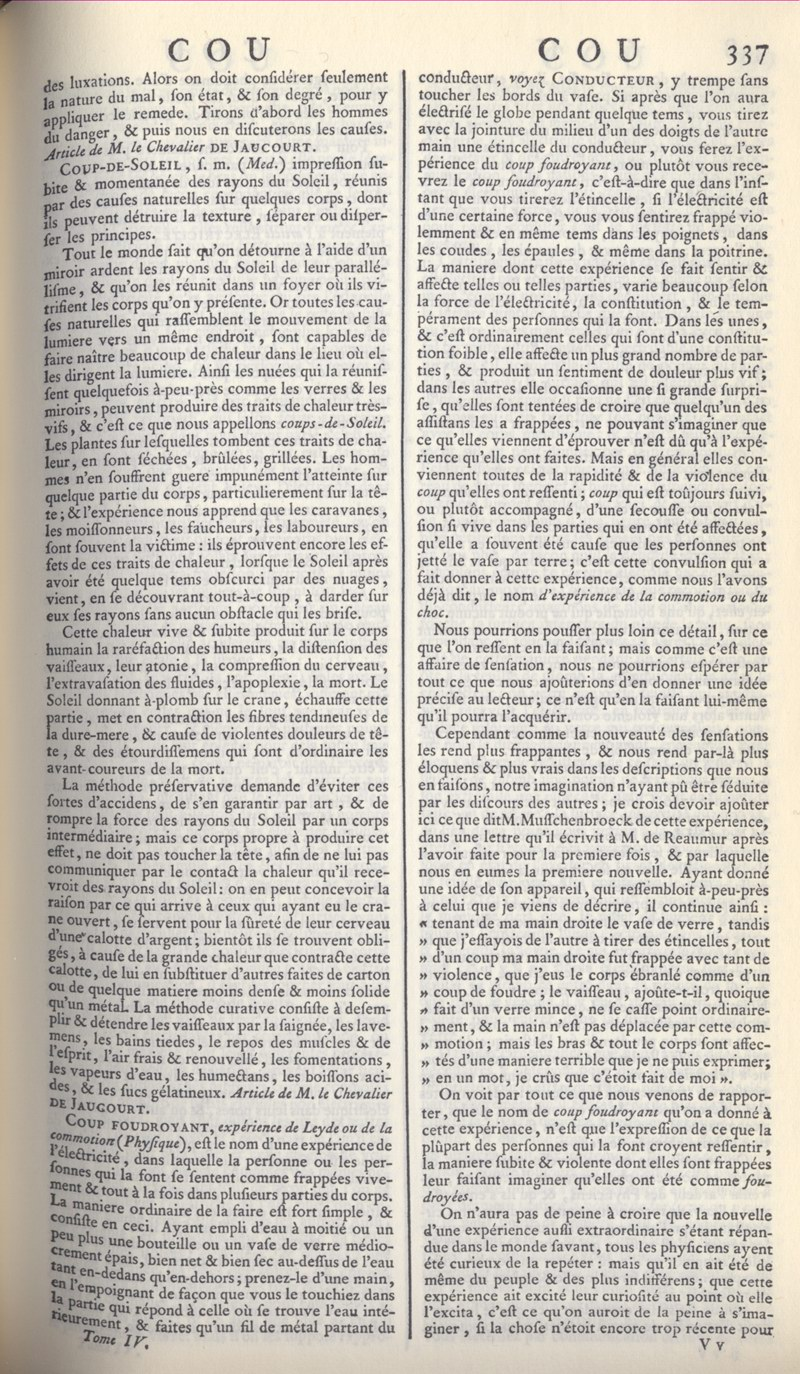
Primera página del artículo impacto fulminante (Coup froudoyant) de Le Roy en el cuarto volumen de la Encyclopédie, 1754.

Jean-Baptiste Le Roy (15 de agosto de 1720, París-20 de enero de 1800, París) fue un físico francés del siglo XVIII y uno de los colaboradores importantes de la Encyclopédie de Diderot y d'Alembert sobre temas de tecnología. Hijo del relojero parisino Julien Le Roy, tuvo tres hermanos: Pierre (1717–1785), que fue también un relojero brillante, Julien-David (1724–1803), arqueólogo y arquitecto neoclásico, y Charles, médico y también enciclopedista.
En el campo de la ciencia, trabajó en una variedad de temas; de especial importancia fueron sus investigaciones sobre electricidad. Construyó junto con Patrick d'Arcy en 1749 el primer electrómetro, un dispositivo para detección de voltajes y cargas eléctricos. También experimentó con pararrayos y con el uso de electricidad en el tratamiento de enfermedades. Se interesó en el debate entre Jean Antoine Nollet y Benjamin Franklin, con quien tuvo una intensa correspondencia.
Fue miembro de la Comisión real encargada de evaluar el mesmerismo o magnetismo animal, concepto investigado por Franz Anton Mesmer.
Como colaborador de la L'Encyclopédie, escribió más de 130 artículos, identificados bajo la abreviatura de autor «T», relacionados con relojería, cerrajería e instrumentos matemáticos.

Fue miembro destacado de la Academia de Ciencias de Francia entre 1773 y 1778.

## Obras
- «Mémoire sur l’électricité, où l’on montre par une suite d’expériences qu’il y a deux espèces d’électricités, l’une produite par la condensation du fluide électrique,& l’autre par sa raréfaction» en Mémoires de l’ Académie royale des sciences (1753), p.447-474;
- «Mémoire sur un phénoméne électrique intéressant et qui n’avoit pas encore été observé; ou sur la différence des distances auxquelles partent les étincelles entre deux corps métalliques de figures différentes, selon que l’un de ces deux corps est électrifié, & que l’autre lui est présenté», en Mémoires de l’ Académie royale des sciences (1766), p. 541-546:
- «Mémoire sur les verges ou barres métalliques, destinées à garantir les édifices des effets de la foudre», en Mémoires de l’ Académie royale des sciences (1770), p. 53-67;
- «Mémoire sur une machine à électriser d’une espéce nouvelle» en Mémoires de l’ Académie royale des sciences, pt.1 (1772), p. 499-512;
- «Mémoire sur la forme des barres ou des conducteurs métalliques destinées à preserver les édifices des effets de la foudre, en transmettant son feu à la terre», en Mémoires de l’ Académie royale des sciences (1773), p. 671-686.
- Précis d’un ouvrage sur les hôpitaux, dans lequel on expose les principes résultant des observations de physique et de médecine qu’on doit avoir en vue dans la construction de ces édifices, avec un projet d’hôpital disposé d’ aprés ces principes (Paris, n.d.).[6]

### Estudios sobre Jean-Baptiste Le Roy
- «Le Roy, Jean-Baptiste», en: Frank Arthur Kafker, The encyclopedists as individuals: a biographic of the authors of the Encyclopédie, Oxford 1988, ISBN 0-7294-0368-8 0-7294-0368-8, (p. 219–222).
- «Tempest in the Academy: Jean-Baptiste Le Roy, the Paris Academy of Sciences and the Project of a new Hôtel-Dieu», de Louis S. Greenbaum:, en: Archives internationales d’histoire des sciences 24 (1974), (p. 122–140).